# Ambia fusalis
Ambia fusalis là một loài bướm đêm trong họ Crambidae.